# Thesium lycopodioides
Thesium lycopodioides är en sandelträdsväxtart som beskrevs av Ernest Friedrich Gilg. Thesium lycopodioides ingår i släktet spindelörter, och familjen sandelträdsväxter. Inga underarter finns listade i Catalogue of Life.